# Horizont události
Horizont události (anglicky Event Horizon) je britsko-americký film natočený v roce 1997, jehož režisérem je Paul W. S. Anderson. Jedná se o dílo spadající mezi sci-fi, horor a thriller.
Film líčí osudy posádky záchranné lodi, která se vydává prozkoumat záhadně zmizelou a po sedmi letech se objevivší moderní kosmickou loď Horizont události. Na lodi (Horizont události) dochází ke zvláštním úkazům, členové týmu mají podivné halucinace, v nichž figurují jim blízké osoby.

## Obsazení
| Laurence Fishburne | kapitán Miller                 |
| Sam Neill          | dr. William Weir               |
| Kathleen Quinlan   | poručík Petersová              |
| Joely Richardson   | poručík Starcková              |
| Richard T. Jones   | poručík Cooper                 |
| Jack Noseworthy    | E. Justin                      |
| Sean Pertwee       | poručík Smith                  |
| Peter Marinker     | kapitán John Kilpack           |
| Holley Chant       | Claire Weirová, manželka Weira |
| Barclay Wright     | Denny Peters, syn Petersové    |
| Noah Huntley       | Edward Corrick                 |
| Robert Jezek       | záchranář                      |

## Děj
Vesmírná loď Horizont události, nejmodernější kosmická loď své doby, se v roce 2040 vydává na experimentální misi. Za Neptunem však záhadně zmizela. V roce 2047 však na Zemi zachytili její signál, ze kterého bylo možné rozluštit jen latinská slova „liberate me“ (česky „zachraňte mě“). Na záchrannou misi je pod velením kapitána Millera poslána loď Lewis and Clark, na jejíž palubě se mimo kapitána nachází ještě poručík Starcková, pilot Smith, mechanik Justin, lékařka Petersová, záchranář Cooper, doktor D. J. a dr. William Weir, konstruktér Horizontu události.
Weir obeznámí posádku, že Horizont události dokázal překonat rychlost světla vytvořením časoprostorové brány a její první mise měla vést k nejbližší hvězdě Proximě Centauri. Jejich úkolem bude zjistit, co se s lodí dělo během sedmi let, kdy byla nezvěstná.
Lewis and Clark dorazí na orbitu Neptunu a objeví zde svůj cíl. První překvapení přinese skenování lodi, která se zdá být biologicky aktivní, ačkoliv na palubě nikdo nepřežil. Po vstupu do lodi posádka objeví stopy masakru. Další podivné události na sebe nenechají dlouho čekat. Během prohlídky se spustí brána a pohltí Justina. Podaří se jej sice zachránit, jeho biologické funkce jsou zachovány, ale upadl do katatonického stavu a nereaguje na podněty. Ostatní členové posádky zažívají podezřelé halucinace, střetávají se s blízkými osobami, které jsou nějakým způsobem postižené. Petersová vidí svého syna Dennyho s nohama pokrytýma krvavými lézemi, vdovec Weir vidí svou ženu Claire bez očí, která jej vábí k sobě a kapitán Miller vidí svého podřízeného Edwarda Corricka, jenž uhořel při jedné misi.
D. J. rozluští originální vzkaz nahraný v palubním deníku, ten zní „liberate tutemet ex inferis“ (česky „zachraňte se před peklem“). Miller a D. J. vydedukují, že loď celých sedm let pobývala mimo známý vesmír v oblasti, ve které vládne chaos a zlo. Zlo je nyní na lodi, respektive je jím samotný kosmický koráb.
Většina posádky je povražděna a posedlý dr. Weir se snaží s lodí vrátit zpět do dimenze zla. Hodlá přinutit ostatní k letu do pekla a sabotuje veškeré záchranné akce. Za cenu vlastního života tomu zabrání kapitán Miller, který při otevření brány odpálí nálože, čímž se oddělí záchranný modul Horizontu události. V něm přežijí tři lidé, zraněný Justin, Starcková a Cooper.
O 72 dní později je modul zachycen záchrannou lodí, která objeví přeživší členy ve stázi. Starcková má po probuzení noční můru, že jedním ze záchranářů je dr. Weir, kterému se nějakým způsobem podařilo proniknout na loď. Cooper ji uklidňuje a jeden ze zasahujících mužů žádá o sedativa. Dveře stázové komory se nečekaně zavírají.

## Zajímavosti
- Během závěrečných titulků hraje skladba „Funky Shit“ od britské kapely The Prodigy.
- V české verzi se film jmenuje „Horizont události“, i když obvyklý překlad sousloví „event horizon“ je horizont událostí (v množném čísle), což je odborný termín pro oblast v okolí černých děr, jejichž význam pro pohon fiktivní kosmické lodi byl ve filmu také zmíněn jako důležitý.
- Původní verze filmu splňovala rating NC-17, avšak studio vystřihlo cca 40 minut filmu tak, aby splnil mírnější rating R. V tomto sestřihu však film zcela propadl. Původní necenzurovaná verze údajně existuje jen ve velmi špatné kvalitě.[3]